# Rezerwat przyrody Pod Beskydom
Rezerwat przyrody Pod Beskydom (słow. Prírodná rezervácia Pod Beskydom) – rezerwat przyrody powołany na terenie katastralnym wsi Nižná Polianka, w okręgu Bardejów, w kraju preszowskim, na Słowacji. Powierzchnia 8,45 ha.

## Położenie
Rezerwat leży w dolinie źródłowego toku Ondawy, na wschód od zabudowy wsi, na wysokości ok. 410–450 m n.p.m. Obejmuje fragment słabo nachylonych tu stoków grzbietu granicznego Beskidu Niskiego, na zachód od lokalnej drogi z Nižnej Polianki do przejścia granicznego na przełęczy Beskid nad Ożenną, na granicy państwowej słowacko-polskiej.

## Historia
Rezerwat został powołany rozporządzeniem Ministerstwa Kultury Słowackiej Republiki Socjalistycznej nr 1160/1988-32 z dnia 30 czerwca 1988 r. Od 15 maja 2004 r. w rezerwacie obowiązuje 4 stopień ochrony.

## Charakterystyka
Rezerwat obejmuje kompleks zachowanych w naturalnym stanie podmokłych łąk torfowiskowych, rozwiniętych na nieprzepuszczalnym podłożu fliszu karpackiego. Na łąkach tych – w zależności od stopnia wilgotności podłoża – rozwinęła się cała gama zespołów roślinnych łąkowo-torfowiskowych z wieloma cennymi gatunkami, wśród których występuje m.in. rzadka paproć nasięźrzał pospolity (Ophioglossum vulgatum L.). Podobne siedliska na terenie wschodniej Słowacji w ogromnej większości zostały już dawno zmeliorowane i zaorane.

## Przedmiot ochrony
Przedmiotem ochrony jest kompleks podmokłych łąk torfowiskowych z charakterystycznymi zespołami roślinnymi, cennymi z punktu widzenia botanicznego.